# シュタイナー点
ユークリッド幾何学において、シュタイナー点（シュタイナーてん、英: Steiner point）は三角形の中心の一つである。クラーク・キンバーリングの「Encyclopedia of Triangle Centers」ではX(99)として登録されている。1826年、スイスの数学者ヤコブ・シュタイナーによって言及され、1886年、ヨーゼフ・ノイベルグによって名付けられた。なお、頂点との距離の和を最小にする点をシュタイナー点と言う場合もある（シュタイナー点 (計算幾何学)を参照）。

## 定義

シュタイナー点の作図法
三角形ABC
シュタイナー点で交わる線:
B'C'に平行な A を通る直線LA
C'A'に平行な B を通る直線LB
A'B'に平行なCを通る直線LC

シュタイナー点の定義は以下のとおりである（これはシュタイナー自身が採用した定義ではない）。
三角形ABC の外心をO、類似重心をK とする。OK を直径とする円（ブロカール円）とBCの垂直二等分線のOでない方の交点をA'とする。B',C'についても同様に定める（この三角形A'B'C'はブロカール三角形と呼ばれる）。LAをAを通りB'C' に平行な直線とする。LB,LCも同様に定義する。このときLA,LB,LCは共点で、その点を三角形ABCのシュタイナー点と言う。

「Encyclopedia of Triangle Centers」で採用された定義は以下の通りである。
三角形 ABC についてO,Kを上記のように定める。lAを、OK をBCで鏡映した点とする。lB,lCも同様に定義する。lBとlCの交点をA″ 、lCとlA の交点をB″、lAとlBの交点をC″とすると、直線 AA″, BB″ , CC″ は共点であり、その点をシュタイナー点という。

## 三線座標
シュタイナー点の三線座標は以下の様に与えられる。
{\displaystyle {\frac {bc}{b^{2}-c^{2}}}:{\frac {ca}{c^{2}-a^{2}}}:{\frac {ab}{a^{2}-b^{2}}}}
{\displaystyle =b^{2}c^{2}\csc(B-C):c^{2}a^{2}\csc(C-A):a^{2}b^{2}\csc(A-B)}

## 性質
- シュタイナー楕円と外接円の第四交点である。
- シュタイナー点のチェバ三角形はシュタイナー三角形（Steiner triangle）と呼ばれ、キーペルト放物線のPolar triangleである。また、シュタイナー点はキーペルト放物線のブリアンション点である。
- カナダの数学者ロス・ホンスバーガーは、三角形のシュタイナー点は、各頂点にその頂点の外角の大きさに等しい質量をつり下げて得られる系の重心であると述べた[5]。しかしこれは誤りで、実際は、シュタイナーの曲率重心X(1115) であり、その三線座標は以下の式で与えられる。{\displaystyle \left({\frac {\pi -A}{a}}:{\frac {\pi -B}{b}}:{\frac {\pi -C}{c}}\right)}.[6]
- シュタイナー点に対する三角形ABCのシムソン線は外心と類似重心を通る直線（ブロカール軸）に平行である。

## タリ―点

A を通るB'C'の垂線、Bを通るC'A'の垂線、Cを通るA'B'の垂線はタリ―点で交わる。

シュタイナー点と似た性質を持つ点がタリ―点である。三角形ABCの外接円の、シュタイナー点の対蹠点をタリ―点と言う。「Encyclopedia of Triangle Centers」ではX(98)として登録されている。タリ―点の三線座標は以下の式で与えられる。
{\displaystyle \sec(A+\omega ):\sec(B+\omega ):\sec(C+\omega )}
{\displaystyle =f(a,b,c):f(b,c,a):f(c,a,b)}
ここで ω は ブロカール角で
{\displaystyle f(a,b,c)={\frac {bc}{b^{4}+c^{4}-a^{2}b^{2}-a^{2}c^{2}}}} である。
シュタイナー点のように、タリ―点は以下の様に定義される。
三角形 ABCに対し三角形A'B'C' をブロカール三角形 とする。LAをB'C'に垂直なAを通る直線、LBをC'A'に垂直なBを通る直線、LCをA'B'に垂直なCを通る直線とする。このとき、LA, LB,LCは共点であり、その点を三角形ABCのタリ―点という。